# Nakhon Si Thammarat (província)
Nakhon Si Thammarat é uma província da Tailândia. Sua capital é a cidade de Nakhon Si Thammarat.